# Chau Mei Kok
Chau Mei Kok (kinesiska: 洲尾角) är en udde i Hongkong (Kina). Den ligger i den nordöstra delen av Hongkong.
Terrängen inåt land är kuperad åt nordost, men åt sydväst är den platt. Havet är nära Chau Mei Kok åt sydväst. Runt Chau Mei Kok är det mycket tätbefolkat, med 4 343 invånare per kvadratkilometer. Det finns inga samhällen i närheten. 